# 赤ヘルきっぷ
赤ヘルきっぷ（あかへるきっぷ）は、西日本旅客鉄道（JR西日本）が発売する特別企画乗車券（トクトクきっぷ）である。広島支社とその周辺で発売されている。
MAZDA Zoom-Zoom スタジアム広島（マツダスタジアム）での野球観戦者向けの割引切符で、旧広島市民球場時代に球場入場引換券とセットとなった旅行商品として発売されていた時期もある（近年は「赤ヘル入場券」として球場入場引換券のみを発売していた）。「赤ヘル」はマツダスタジアムを本拠とする広島東洋カープの愛称の一つ。
マツダスタジアムで公式戦・オープン戦が開催される日に有効な、発駅から広島駅（小倉・博多発着は広島市内）までの往復割引切符であり、購入時に旅行日（試合日）のマツダスタジアムの入場券（JR以外が扱ったものでも可）を窓口で提示する必要がある。
山陽新幹線各駅発着の新幹線用（有効期間2日）がある。新幹線用はのぞみを含む新幹線自由席が利用可能。ASSE（広島駅ビル）の割引クーポンが付随する。
発売開始以来、広島近郊各駅（おおむね広島シティネットワークエリア内）発着の在来線用（有効期間1日）もあったが、2012年度をもって一旦販売を終了した。2017年に、三次駅・由宇駅・大畠駅・柳井駅発着の在来専用が新たに発売になった。新幹線用と同様に有効期間2日となっている。
なお、雨天等で試合中止となった際は無手数料で払い戻しを受けられる（旅行開始後でもかえり券の使用前に発駅まで戻ることを条件に無手数料で払い戻しが受けられる）。試合が行われた場合の払い戻しは通常の往復割引切符と同様（基本的に手数料が発生する）。

## 利用できる発駅

### 新幹線用
- 山陽新幹線
  - 岡山駅 - 博多駅間の各駅（広島駅を除く）
    - 小倉駅・博多駅発着は「北九州市内」「福岡市内」ではなく単駅表示。

### 在来線用（2012年度まで）
◇印発着の駅発着のものは天神川駅での乗降が可能。
- 山陽本線
  - ◇西条駅
  - ◇安芸中野駅
  - ◇海田市駅
  - 横川駅
  - 西広島駅
  - 新井口駅
  - 五日市駅
  - 宮内串戸駅
  - 阿品駅
  - 宮島口駅
  - 前空駅
  - 大野浦駅
  - 玖波駅
  - 大竹駅
  - 岩国駅

- 可部線
  - 安芸長束駅
  - 下祇園駅
  - 古市橋駅
  - 大町駅
  - 緑井駅
  - 可部駅
- 芸備線
  - 矢賀駅
  - 安芸矢口駅
  - 下深川駅
  - 志和口駅
  - 向原駅
  - 三次駅

- 呉線
  - ◇広駅
  - ◇呉駅
  - ◇坂駅
  - ◇矢野駅

### 在来線用（2017年）
- 三次駅
- 由宇駅
- 大畠駅
- 柳井駅